# Kungskaka
Kungskaka är en kaka som äts i samband med trettondagen i många länder.

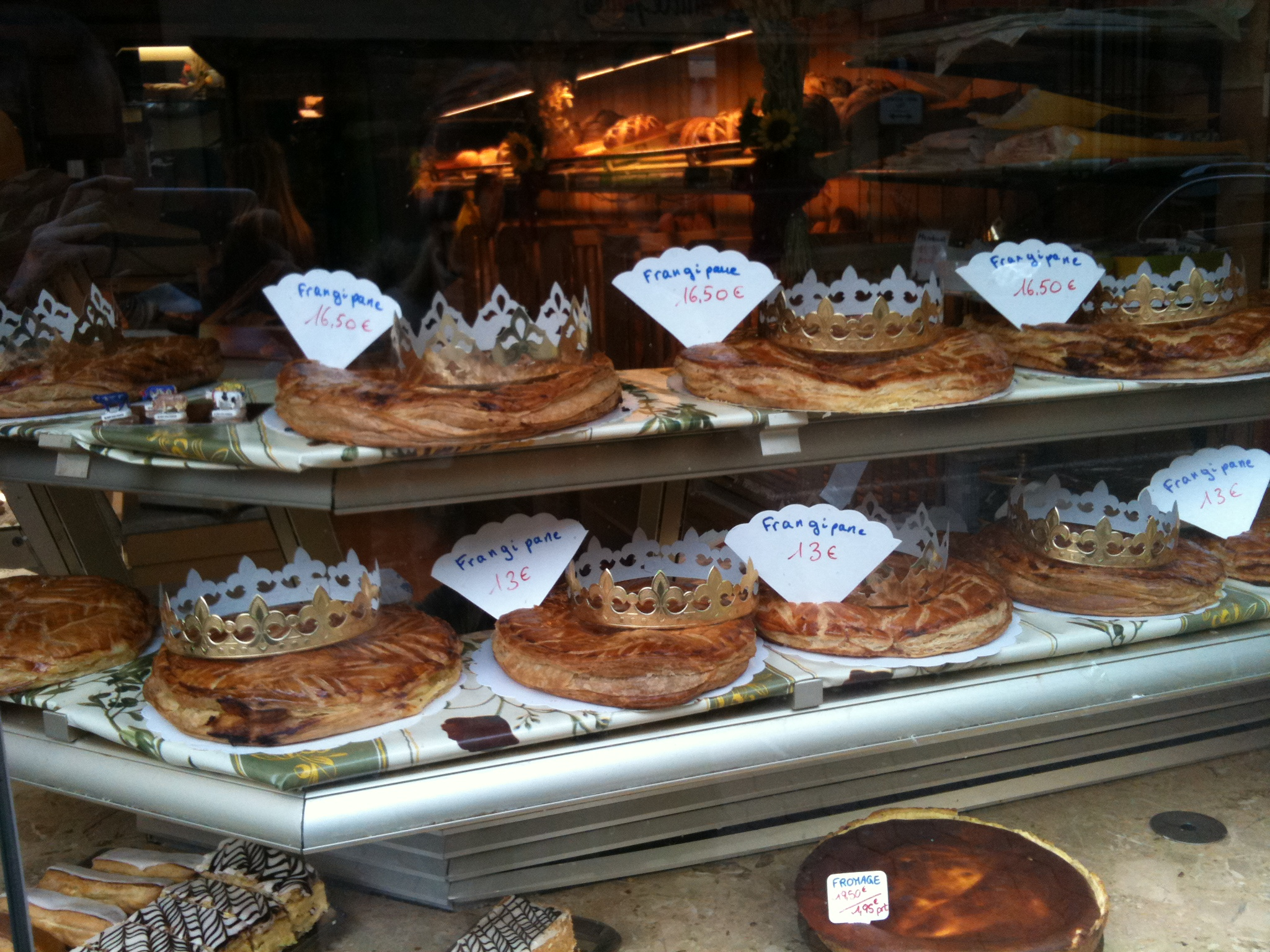
Franska galettes des rois på konditori i Sarreguemines.

## Frankrike
Den franska varianten kallas galette des rois eller gâteau des rois (kungarnas kaka) efter de tre vise männen som besöker Jesusbarnet i Betlehem 12 dagar efter jul. I norra Frankrike görs den på smördeg och mandelkrämsfyllning. I södra Frankrike görs den traditionellt av söt briochedeg smaksatt med apelsinblomsvatten som formas till en krans och dekoreras med kanderad frukt och pärlsocker. I kakan gömmer man en fève (böna), som från början bokstavligen var en böna men som under 1800-talet ersattes av en figurin i porslin och senare plast. Den som får kakbiten med figurinen utses till dagens kung eller drottning och får bära papperskronan som följer med tårtan.     

## Spanien och Latinamerika
I den spansktalande världen äter man under trettondagen, Día de los Reyes Magos (de tre vise männens dag), på många håll en roscón de reyes (kungakrans). Den är i likhet med den sydfranska gâteau des rois en kransformad kaka dekorerad med kanderad frukt. I kakan gömmer man en figurin föreställande Jesusbarnet eller en liten leksak samt en torr bondböna. Den som hittar figurinen utnämns till högtidens kung eller drottning, medan den som får bönan måste köpa kransen nästa år. I Katalonien går kakan under namnet tortell.

## Portugal
I Portugal äter man mellan jul och trettondagen, Dia dos Reis (kungarnas dag, dvs. de tre vise männens dag), en kransformad fruktkaka som kallas bolo rei. Den introduceras i Portugal under sent 1800-tal på konditoriet Confeitaria Nacional med recept från Frankrike och görs på söt briochedeg som blandas ut med russin, nötter och kanderad frukt. Traditionellt innehåller den också en torkad böna som förpliktar dess upphittare att köpa kransen nästa år.

## Grekland
I vissa delar av Grekland äter man under trettondagen den annars för nyårsdagen typiska brödkakan vasilópita (βασιλόπιτα). Den innehåller ett mynt eller en prydnadssak som ska ge tur till den som hittar den i sin bit.